# Ann Skelly

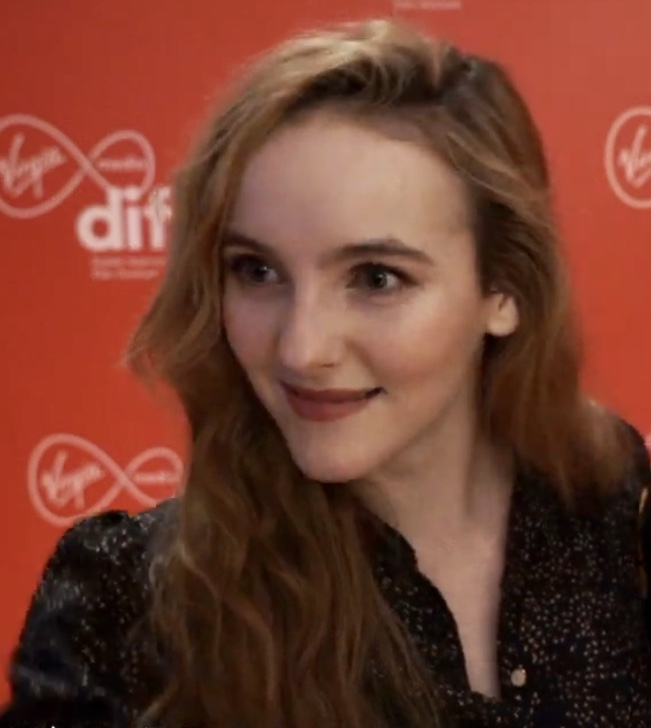
Ann Skelly (2020)

Ann Skelly (* 7. Dezember 1996 in Dublin) ist eine irische Schauspielerin.

## Leben
Ann Skelly wurde in Dublin geboren, wuchs im County Wexford in Ballycanew, Oylegate und Kilmuckridge auf und besuchte das Coláiste Bríde in Enniscorthy. Als Teenager nahm sie zwei Jahre lang an Wochenendkursen der Irish Film Academy teil. 2017 absolvierte sie die Bow Street Academy.
Von 2015 bis 2017 verkörperte sie in der Serie Red Rock die Rolle der Rachel Reid. 2017 war sie in der Miniserie Playground als Hannah Baylor zu sehen. Für ihre Darstellung der Titelrolle in Kissing Candice von Aoife McArdle wurde sie 2018 im Rahmen der IFTA Film & Drama Awards der Irish Film & Television Academy (IAFTA) als beste Hauptdarstellerin nominiert.
In der Miniserie Tod und Nachtigallen, basierend auf dem Buch Death and Nightingales von Eugene McCabe, hatte sie 2018 eine Hauptrolle als Beth Winters. 2018/19 verkörperte sie in der fünften Staffel der Serie Vikings die Rolle der Ethelfled. In dem am London Film Festival 2019 uraufgeführten Spielfilm Rose Plays Julie von Joe Lawlor und Christine Molloy war sie in der Titelrolle zu sehen.
In der HBO-Fantasy-Serie The Nevers spielte sie an der Seite von Laura Donnelly die Rolle der Erfinderin Penance Adair. In der zweiten Staffel der Netflix-Serie Sandman übernahm sie die Rolle der Nuala.

## Filmografie (Auswahl)
- 2015–2017: Red Rock (Fernsehserie)
- 2016: Rebellion (Miniserie)
- 2017: Playground (Miniserie)
- 2017: Kissing Candice
- 2017: Little Women (Miniserie, eine Episode)
- 2018: Tod und Nachtigallen (Death and Nightingales, Miniserie)
- 2018: Seanie & Flo (Kurzfilm)
- 2018–2019: Vikings (Fernsehserie, vier Episoden)
- 2019: Rose Plays Julie
- 2021: The Nevers (Fernsehserie)
- 2024: Four Letters of Love
- 2025: Sandman (The Sandman, Fernsehserie)
- 2025: Trad

## Auszeichnungen und Nominierungen
IFTA Film & Drama Awards 2018
- Nominierung als beste Hauptdarstellerin für Kissing Candice[4]